# 로히어르 판 데르베이던
로히어르 판데르베이던(네덜란드어: Rogier van der Weyden, Roger de la Pasture, 1399년 또는 1400년 ~ 1464년 6월 18일)은 플랑드르 파 화가이다.

## 주요 작품

Braque Triptych
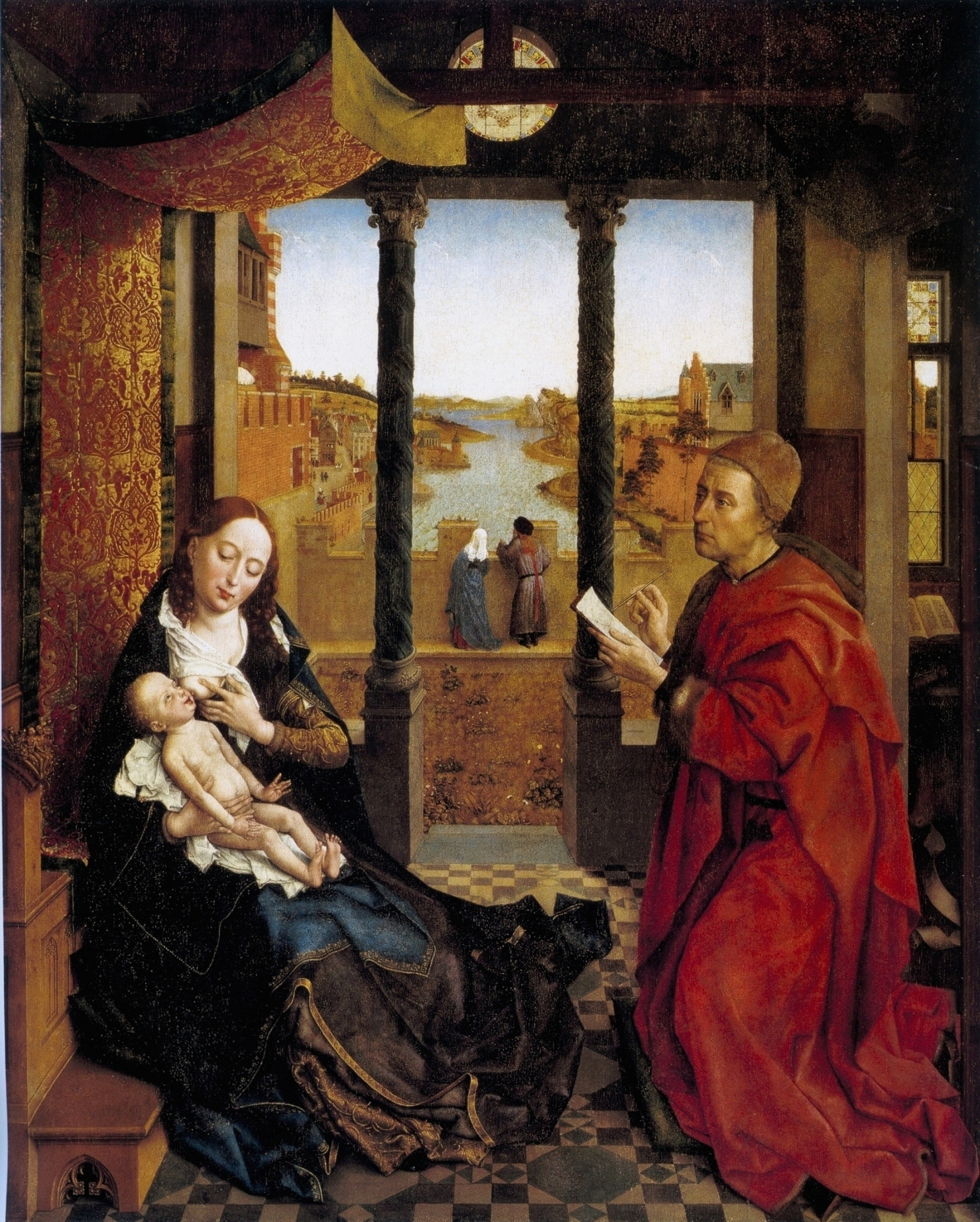
Saint Luke Drawing the Virgin
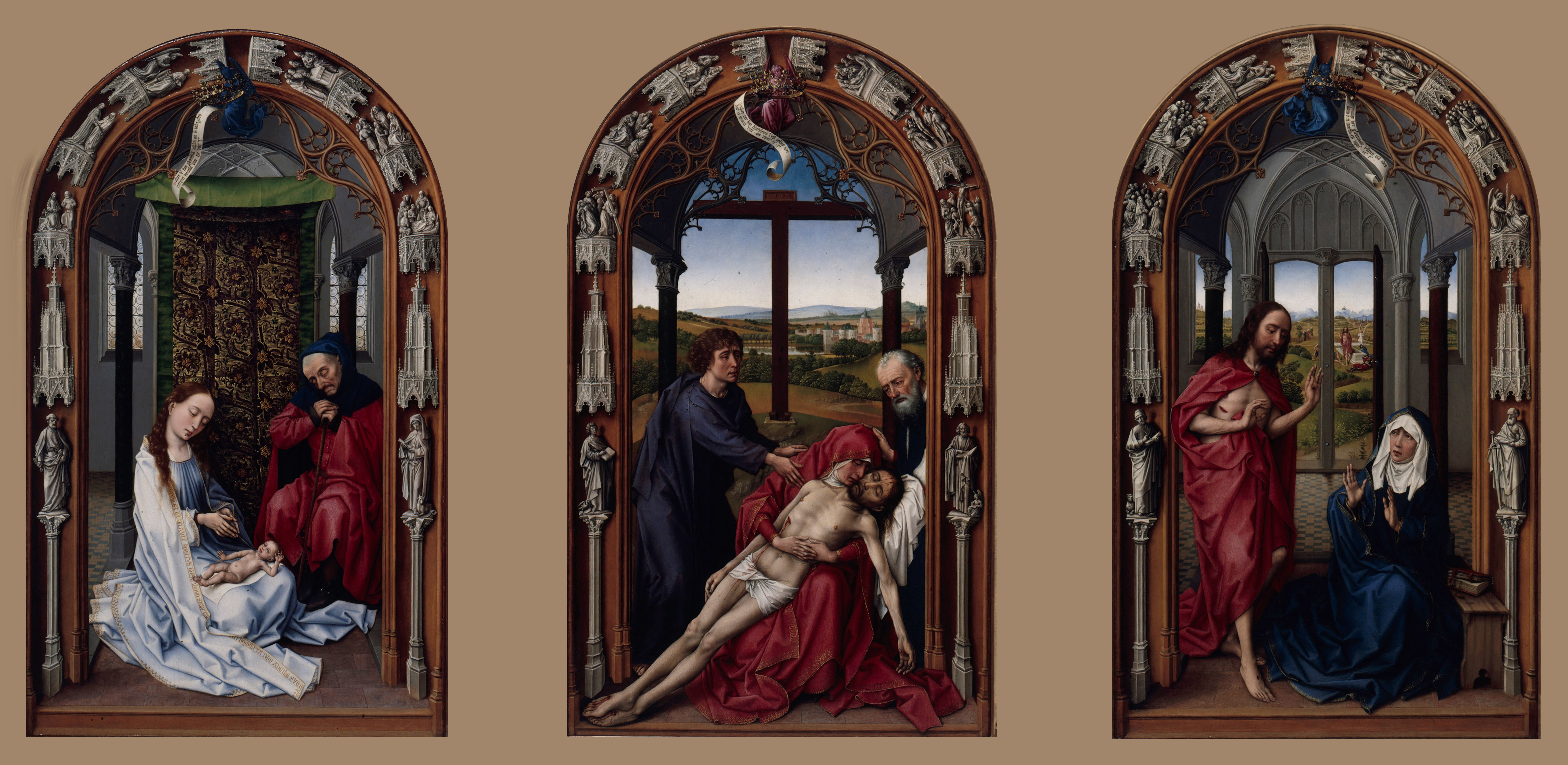
Miraflores Altarpiece
The Descent from the Cross